# Dumbfoundead
Jonathan Park (hangeul: 박성만 ; RR: Park Seong-man, né le 18 février 1986), plus connu sous son nom de scène Dumbfoundead, est un rappeur américain d'ascendance coréenne originaire du quartier de Koreatown à Los Angeles, en Californie.

## Enfance
Jonathan Park est né à Buenos Aires en Argentine de parents d'origine sud-coréenne. Lui et sa sœur suivirent leur mère lorsqu'elle décida de s'installer illégalement au Mexique puis, lorsqu'il eut trois ans, dans le quartier de Koreatown à Los Angeles.
Enfant, à l'école, Il était souvent perçu comme le clown de la classe par ses camarades. À l'âge de dix ans, il découvrit le hip-hop en entrant dans un centre social situé dans MacArthur Park où il fit la connaissance de MC tels que Mark Luv de Zulu Nation, Poppin' Chuck, Cre8 RTN ou encore Ezrock.
Cette première rencontre avec la musique hip-hop lui permit de découvrir les classiques et les racines du mouvement tout en faisant ses armes dans l'improvisation. Un an plus tard, un ami de lycée l'emmena participer au Project Blowed, un atelier d'expression orale organisé dans Leimert Park, dans le quartier de South Central à Los Angeles. C'est dans cet environnement qu'il développa ses talents de MC, influencé par d'autres participants tels que Otherwize, Riddlore, Nocando, P.E.A.C.E., et bien d'autres encore, jusqu'à devenir lui aussi un "Blowdian" reconnu.
Park quitta le lycée John Marschall en deuxième année après une série d'absences injustifiées, à la suite de quoi, il emménagea avec sa sœur dans un studio près de MacArthur Park. Avant de devenir musicien professionnel, il eut plusieurs petits boulots, notamment en tant que garant de caution.

## Carrière
À la suite de la diffusion de vidéos de ses slams sur YouTube, ses fans se multiplièrent sur Internet.
Son premier album solo, DFD, est sorti le premier novembre 2011; son deuxième album, Take the Stares, le 16 octobre 2012. En 2013, Park sortit son troisième album, Old Boy Jon, ainsi qu'un single lui aussi produit par Duke Westlake.
En 2015, il reprit les battle de rap en participant à un des battles de rap les plus populaires, le King of the Dot Blackout 5 organisé par Drake et OVO.
En 2011, Park a joué un rôle secondaire dans le film d'horreur Detention de Joseph Kahn.

## Discographie
Albums solo
- DFD (2011)
- Take the Stares (2012)
- Old Boy Jon (2013)

Collectif Thirsty Fish
- Testing the Waters (2007)
- Watergate (2011)

Collectif Swim Team
- Oceans Eleven (2008)

Autres collaborations
- Super Barrio Brothers (2005) (avec 8-Bit Bandit)
- Fun with Dumb (2009) (avec DJ Zo)
- Clockwise (2010) (avec Wax)
- Cut + Paste (2010) (avec DJ Zo)

Featurings
- Kenny Segal - "Pot Luck" tirée de Ken Can Cook (2008)
- Abstract Rude - "Thynk Eye Can (Blowedian Next Generation Mix)" tirée de Rejuvenation (2009)
- Elum - "Lounging" tirée de The Life of Joe Caluya (2009)
- Kero One - "Asian Kids" tirée de Kinetic World (2010)
- DJ Zo - "Vacation Song" (2010)
- Rakaa - "Ambassador Slang" tirée de Crown of Thorns (2010)
- Wax - "Guess Who" and "Shoo Ba Doop" (2011)
- Rekstizzy - "No Apologies" (2011)
- Jennifer Chung - "This is It" (2011)
- Victor King - "Free Your Mind" (2011)
- Descry - "Celebrate" tirée de As Serenity Approaches (2012)
- Toestah - "House Party" (2012)
- Jay Park - "You Know How We Do" tirée de Fresh Air: Breathe It (2012)
- Breezy Lovejoy - "Ms. Parker" tirée de Lovejoy (2012)
- Kero One - "In Time" and "Count on That" tirée de Color Theory (2012)
- Bambu - "Golden Era Shower" tirée de ...One Rifle per Family (2012)
- Traphik - "What Do I Have to Do" (2012)
- Kahi - "It's ME" tirée de Who Are You? (2013)
- Epik High - "420" (2013)
- Avatar - "Blood Suckers" tirée de This Machine Has Gone Wrong... (2013)
- Jose Rios - "Angeles" tirée de To Live & Grow in LA (2013)
- Mike B. - "Untouchable" (2013)
- Jeff Bernat - "Workflow" (2014)
- Mike B. - "KTOWN" (2014)
- Michael Nhat - "Army of the Dead" tirée de Songs with Friends (2014)
- Azure - "Friendly Fire" (2014)
- IAMSU! - "I'm Gone" (2015)